# Bình tĩnh mà yêu
Bình tĩnh mà yêu là một chương trình tạp kỹ xã hội tìm kiếm tình yêu ngọt ngào của phụ nữ trưởng thành do studio Từ Tình của đài truyền hình Hồ Nam sản xuất, Nghê Bình đóng vai trò là hiệu trưởng và Vương Đại Lục là người trợ lý, tổng cộng có 12 tập. Chương trình gồm 5 nữ nghệ sĩ trưởng thành Vương Tử Văn, Vương Lâm,  Huỳnh Dịch, Bạch Băng và Thái Trác Nghi cùng nhau sống tại trạm tình yêu . Họ dần rời xa ánh hào quang màn ảnh và trở thành những người phụ nữ bình thường dũng cảm theo đuổi tình yêu. Họ bắt đầu 21 những ngày yêu đương.
Chương trình được phát sóng trên đài truyền hình vệ tinh Hồ Nam vào lúc 22h thứ bảy hàng tuần kể từ ngày 23 tháng 1 năm 2021 , kết thúc vào ngày 10 tháng 4 năm 2021.

## Format

### Background
Trong những năm gần đây, khi sự quan tâm của xã hội đến phụ nữ ngày càng tăng, các nội dung liên quan đến góc nhìn phụ nữ cũng có xu hướng nở rộ. Để chăm sóc nhu cầu tình cảm của phụ nữ ở các giai đoạn khác nhau của cuộc đời, studio của Từ Tình với khứu giác nhạy bén nhắm vào các vấn đề tình cảm nóng bỏng của phụ nữ, bắt đầu từ hôn nhân và gia đình, và ra mắt Bình tĩnh mà yêu theo một cách độc đáo để làm rạng rỡ điều đó. Các chủ đề đa dạng về phụ nữ, truyền tải những biểu hiện mới nhất về giá trị phụ nữ, là một nỗ lực sáng tạo và có ý nghĩa.

### Mode
Năm nghệ sĩ nữ trưởng thành tham gia là Vương Tử Văn, Vương Lâm, Huỳnh Dịch, Bạch Băng và Thái Trác Nghiên đã đến định cư tại Trạm tình yêu để chung sống.,. Hành trình tình yêu kéo dài 21 ngày, với tình yêu thực như dòng tự sự, mở ra ba giai đoạn nâng cao của trải nghiệm tình yêu là hẹn hò giấu mặt, hẹn hò và sống chung. Trong suốt quá trình yêu, Nam hay nữ đều có quyền tự do kết thúc cuộc hẹn hò và trao toàn quyền lựa chọn cho khách mời của chương trình; trong chương trình, Nghê Bình với tư cách là giám đốc của chiến dịch tình yêu và Vương Đại Lục là trợ lý của chiến dịch tình yêu sẽ đồng hành cùng năm chị em trưởng thành trong suốt quá trình và nỗ lực hết mình để hộ tống tình yêu. Với ba đặc điểm nhận dạng là trợ lý, quản gia và bạn gái nam, Vương Đại Lục không chỉ có thể giúp đỡ các khách nữ những vấn đề vụn vặt trong cuộc sống mà còn đưa ra gợi ý cho các chị em từ góc độ nam giới.

### Đặc điểm
Giới trẻ ngày nay thường có tâm lý lo lắng về tình yêu, và các chương trình đa dạng về cảm xúc có liên quan mật thiết đến tình yêu thường dễ gây tiếng vang và thảo luận với mọi người. Một chương trình tạp kỹ giàu cảm xúc có thể truyền tải những giá trị đẹp đẽ, tích cực và trưởng thành thông qua nội dung tích cực, đồng thời hướng dẫn khán giả xem xét và suy nghĩ về sự thân mật. Bình tĩnh mà yêu sử dụng cuộc hôn nhân của phụ nữ trưởng thành làm động lực, tận dụng kết quả đầu ra của các giá trị tích cực và khuyến khích nhiều phụ nữ đón nhận tình yêu với thái độ tự tin và tích cực.

## Đội ngũ sáng tạo
| Chế phiến          | Từ Tình                       | Biên tập             | Đặng Lê Minh       |
| Điều hành sản xuất | Cung Đan Hà                   | Quay phim            | Hồ Trạch, Dương Vị |
| Tổng đạo diễn      | Ngô Hạo Vũ                    | Điều phối truyền dẫn | Phương Hưng        |
| Điều phối hậu kỳ   | Phạm Lệ                       | Điều phối phát sóng  | Phương Lâm         |
| Chấp hành đạo diễn | Lương Lị, La Kiện, Vương Bằng | Điều phối viên       | Hạ Triều Huy       |
| Biên soạn          | Đinh Trì                      | Chủ nhiệm sản xuất   | Lý Lợi Huy, Chu Vĩ |

Ghi chú: Trên đây là một phần danh sách đội ngũ sáng tạo.

## Tập
| Tập 1: Vương Lâm và Thái Trác Nghi thể hiện sự quyến rũ đảo ngược. Con gái của Huỳnh Dịch hy vọng cha cô giống như Dịch Dương Thiên Tỉ | Thời gian chiếu    | 2021/1/23                                                        |
| Giới thiệu: Nghê Bình và Vương Đại Lục lần đầu tiên gặp nhau với các khách nam trước khi các khách nữ ở Trạm tình yêu. Họ đã chuẩn bị nhiều câu hỏi để bắt đầu một cuộc "tra tấn linh hồn" với họ, từ phần cứng của họ. điều kiện để ba đặc điểm về nhân cách được thể hiểu đầy đủ. Trước khi rời đi, Huang Dịch nói với con gái rằng cô ấy sẽ tham gia chương trình mới, và hỏi cô ấy muốn người cha như thế nào, người biết con gái cô ấy đã thẳng thừng nói: "Con muốn giống Dịch Dương Thiên Tỉ", khiến Huỳnh Dịch bật cười. Trước ngày hẹn hò chính thức, Nghê Bình và Vương Đại Lục đã đưa hồ sơ của tất cả các khách mời nam cho 5 chị em để lựa chọn hẹn hò bí mật, tuy không có ảnh nhưng hai chị em rất lo lắng và hồi hộp trước khi đọc thông tin sau khi đọc những bức thư của các nam khách mời đến, độ xuất sắc của bạn tình cũng khiến chị em đầy tò mò về buổi hẹn hò tiếp theo. Theo quy định của chương trình, nam nữ không được nhìn mặt nhau trong buổi hẹn hò đầu tiên, và việc hẹn hò sau lưng được Huỳnh Dịch mô tả là "Tiếp đầu". Điều đáng ngạc nhiên là buổi hẹn hò của Huỳnh Dịch còn có cả các cựu học sinh cùng trường tiểu học và trung học cơ sở với cô ấy, liệu họ có cùng ký ức tuổi thơ hay không; Buổi hẹn hò đầu tiên của Vương Tử Văn là một cốt truyện lãng mạn trong một bộ phim truyền hình. Tiếng đàn piano du dương của nam chính khách mời sau những bông hoa khiến Vương Tử Văn rất thích anh, khung cảnh "chỉ nghe thấy âm thanh, không nhìn thấy người" càng làm tăng thêm sự bí ẩn và hấp dẫn của buổi hẹn hò. | Quản lý tình yêu   | Nghê Bình                                                        |
| Giới thiệu: Nghê Bình và Vương Đại Lục lần đầu tiên gặp nhau với các khách nam trước khi các khách nữ ở Trạm tình yêu. Họ đã chuẩn bị nhiều câu hỏi để bắt đầu một cuộc "tra tấn linh hồn" với họ, từ phần cứng của họ. điều kiện để ba đặc điểm về nhân cách được thể hiểu đầy đủ. Trước khi rời đi, Huang Dịch nói với con gái rằng cô ấy sẽ tham gia chương trình mới, và hỏi cô ấy muốn người cha như thế nào, người biết con gái cô ấy đã thẳng thừng nói: "Con muốn giống Dịch Dương Thiên Tỉ", khiến Huỳnh Dịch bật cười. Trước ngày hẹn hò chính thức, Nghê Bình và Vương Đại Lục đã đưa hồ sơ của tất cả các khách mời nam cho 5 chị em để lựa chọn hẹn hò bí mật, tuy không có ảnh nhưng hai chị em rất lo lắng và hồi hộp trước khi đọc thông tin sau khi đọc những bức thư của các nam khách mời đến, độ xuất sắc của bạn tình cũng khiến chị em đầy tò mò về buổi hẹn hò tiếp theo. Theo quy định của chương trình, nam nữ không được nhìn mặt nhau trong buổi hẹn hò đầu tiên, và việc hẹn hò sau lưng được Huỳnh Dịch mô tả là "Tiếp đầu". Điều đáng ngạc nhiên là buổi hẹn hò của Huỳnh Dịch còn có cả các cựu học sinh cùng trường tiểu học và trung học cơ sở với cô ấy, liệu họ có cùng ký ức tuổi thơ hay không; Buổi hẹn hò đầu tiên của Vương Tử Văn là một cốt truyện lãng mạn trong một bộ phim truyền hình. Tiếng đàn piano du dương của nam chính khách mời sau những bông hoa khiến Vương Tử Văn rất thích anh, khung cảnh "chỉ nghe thấy âm thanh, không nhìn thấy người" càng làm tăng thêm sự bí ẩn và hấp dẫn của buổi hẹn hò. | Trợ lý tình yêu    | Vương Đại Lục                                                    |
| Giới thiệu: Nghê Bình và Vương Đại Lục lần đầu tiên gặp nhau với các khách nam trước khi các khách nữ ở Trạm tình yêu. Họ đã chuẩn bị nhiều câu hỏi để bắt đầu một cuộc "tra tấn linh hồn" với họ, từ phần cứng của họ. điều kiện để ba đặc điểm về nhân cách được thể hiểu đầy đủ. Trước khi rời đi, Huang Dịch nói với con gái rằng cô ấy sẽ tham gia chương trình mới, và hỏi cô ấy muốn người cha như thế nào, người biết con gái cô ấy đã thẳng thừng nói: "Con muốn giống Dịch Dương Thiên Tỉ", khiến Huỳnh Dịch bật cười. Trước ngày hẹn hò chính thức, Nghê Bình và Vương Đại Lục đã đưa hồ sơ của tất cả các khách mời nam cho 5 chị em để lựa chọn hẹn hò bí mật, tuy không có ảnh nhưng hai chị em rất lo lắng và hồi hộp trước khi đọc thông tin sau khi đọc những bức thư của các nam khách mời đến, độ xuất sắc của bạn tình cũng khiến chị em đầy tò mò về buổi hẹn hò tiếp theo. Theo quy định của chương trình, nam nữ không được nhìn mặt nhau trong buổi hẹn hò đầu tiên, và việc hẹn hò sau lưng được Huỳnh Dịch mô tả là "Tiếp đầu". Điều đáng ngạc nhiên là buổi hẹn hò của Huỳnh Dịch còn có cả các cựu học sinh cùng trường tiểu học và trung học cơ sở với cô ấy, liệu họ có cùng ký ức tuổi thơ hay không; Buổi hẹn hò đầu tiên của Vương Tử Văn là một cốt truyện lãng mạn trong một bộ phim truyền hình. Tiếng đàn piano du dương của nam chính khách mời sau những bông hoa khiến Vương Tử Văn rất thích anh, khung cảnh "chỉ nghe thấy âm thanh, không nhìn thấy người" càng làm tăng thêm sự bí ẩn và hấp dẫn của buổi hẹn hò. | Khách mời nữ       | Vương Tử Văn, Vương Lâm, Huỳnh Dịch, Bạch Băng và Thái Trác Nghi |
| Tập 2: Màn trình diễn nấu ăn đầu tiên của Huỳnh Dịch là siêu đẳng Nghê Bình hét lên "sự bất công" và hòa giải Tống Đan Đan | Thời gian chiếu    | 2021/1/30                                                        |
| Giới thiệu: Vương Tử Văn, Bạch Băng, Vương Lâm mở lòng để bắt đầu khoảnh khắc yêu đương. Đồng thời, chương trình cũng mở ra khách mời tạm thời đầu tiên - Tống Đan Đan. Tông Đan Đan đã rất ngạc nhiên khi trở thành khách mời tại Trạm tình yêu, Nghê Bình xin lỗi Tống Đan Đan và cả hai ôm nhau và khóc; Huỳnh Dịch trở thành một đầu bếp có tâm để thể hiện sự khéo léo của mình, và Tống Đan Đan thường trên bàn nói những câu vàng thuyết phục Vương Tử Văn tiết lộ từng yêu khi còn trẻ . | Quản lý tình yêu   | Nghê Bình                                                        |
| Giới thiệu: Vương Tử Văn, Bạch Băng, Vương Lâm mở lòng để bắt đầu khoảnh khắc yêu đương. Đồng thời, chương trình cũng mở ra khách mời tạm thời đầu tiên - Tống Đan Đan. Tông Đan Đan đã rất ngạc nhiên khi trở thành khách mời tại Trạm tình yêu, Nghê Bình xin lỗi Tống Đan Đan và cả hai ôm nhau và khóc; Huỳnh Dịch trở thành một đầu bếp có tâm để thể hiện sự khéo léo của mình, và Tống Đan Đan thường trên bàn nói những câu vàng thuyết phục Vương Tử Văn tiết lộ từng yêu khi còn trẻ . | Trợ lý tình yêu    | Vương Đại Lục                                                    |
| Giới thiệu: Vương Tử Văn, Bạch Băng, Vương Lâm mở lòng để bắt đầu khoảnh khắc yêu đương. Đồng thời, chương trình cũng mở ra khách mời tạm thời đầu tiên - Tống Đan Đan. Tông Đan Đan đã rất ngạc nhiên khi trở thành khách mời tại Trạm tình yêu, Nghê Bình xin lỗi Tống Đan Đan và cả hai ôm nhau và khóc; Huỳnh Dịch trở thành một đầu bếp có tâm để thể hiện sự khéo léo của mình, và Tống Đan Đan thường trên bàn nói những câu vàng thuyết phục Vương Tử Văn tiết lộ từng yêu khi còn trẻ . | Khách mời nữ       | Vương Tử Văn, Vương Lâm, Huỳnh Dịch, Bạch Băng và Thái Trác Nghi |
| Tập 3：Vương Lâm và Thái Trác Nghi bắt đầu hẹn hò mặt đối mặt một cách lãng mạn, Vương Tử Văn Tống Đan Đan sưởi ấm trái tim và hỗ trợ | Thời gian chiếu    | 2021/2/6                                                         |
| Giới thiệu: Ông bố đơn thân nhẹ nhàng tặng Vương Lâm món quà bí ẩn cho con trai, Tống Đan Đan thẳng thừng cho rằng Vương Lâm và nam khách mời có quan hệ vợ chồng. Sau buổi hẹn hò cuối cùng trong rạp chiếu phim, "ông bố đơn thân" đầy tâm tư đã tặng Vương Lâm 3 món quà ngay khi gặp mặt, không chỉ rượu và hoa tiêu chuẩn cho buổi hẹn hò mà còn là món quà bí ẩn dành cho Vương Lâm. Điều này khiến Vương Lâm ngượng ngùng thốt lên "Thật khách sáo." Nam khách mời cũng bày tỏ lòng biết ơn Vương Lâm đã tặng quà cho con gái lần trước, đồng thời thẳng thắn nói về tình yêu của con gái mình dành cho Vương Lâm. Thấy trời sắp lạnh, Vương Lâm lập tức gửi WeChat để nhờ Tống Đan Đan giúp đỡ, Tống Đan Đan vội vàng lên trang web hẹn hò, không chỉ thường xuyên cười đùa mà còn trở thành trợ thủ cho Vương Lâm và nam khách mời. Tống Đan Đan biến thành bồi bàn giao cà phê và bị phát hiện, biểu cảm trong giao thừa của Vương Lâm trong một buổi hẹn hò là quá buồn cười. Vị khách nam thứ hai là một nhà thiết kế, Tống Đan Đan đã cải trang thành bồi bàn tùy ý trong buổi hẹn hò này, muốn tranh thủ giao cà phê cho nhà thiết kế và Vương Lâm nên trốn vào trong góc để quan sát. Hai chị em tụ tập tại nhà hàng do Huang Dịch mở, tại bàn ăn, Tống Đan Đan biết được rằng mọi người đều rất tò mò về buổi hẹn hò của Vương Lâm, và bắt chước một cách sinh động giọng điệu và biểu cảm của Vương Lâm trong buổi hẹn hò, khiến mọi người bật cười .                                                                                        | Quản lý tình yêu   | Nghê Bình                                                        |
| Giới thiệu: Ông bố đơn thân nhẹ nhàng tặng Vương Lâm món quà bí ẩn cho con trai, Tống Đan Đan thẳng thừng cho rằng Vương Lâm và nam khách mời có quan hệ vợ chồng. Sau buổi hẹn hò cuối cùng trong rạp chiếu phim, "ông bố đơn thân" đầy tâm tư đã tặng Vương Lâm 3 món quà ngay khi gặp mặt, không chỉ rượu và hoa tiêu chuẩn cho buổi hẹn hò mà còn là món quà bí ẩn dành cho Vương Lâm. Điều này khiến Vương Lâm ngượng ngùng thốt lên "Thật khách sáo." Nam khách mời cũng bày tỏ lòng biết ơn Vương Lâm đã tặng quà cho con gái lần trước, đồng thời thẳng thắn nói về tình yêu của con gái mình dành cho Vương Lâm. Thấy trời sắp lạnh, Vương Lâm lập tức gửi WeChat để nhờ Tống Đan Đan giúp đỡ, Tống Đan Đan vội vàng lên trang web hẹn hò, không chỉ thường xuyên cười đùa mà còn trở thành trợ thủ cho Vương Lâm và nam khách mời. Tống Đan Đan biến thành bồi bàn giao cà phê và bị phát hiện, biểu cảm trong giao thừa của Vương Lâm trong một buổi hẹn hò là quá buồn cười. Vị khách nam thứ hai là một nhà thiết kế, Tống Đan Đan đã cải trang thành bồi bàn tùy ý trong buổi hẹn hò này, muốn tranh thủ giao cà phê cho nhà thiết kế và Vương Lâm nên trốn vào trong góc để quan sát. Hai chị em tụ tập tại nhà hàng do Huang Dịch mở, tại bàn ăn, Tống Đan Đan biết được rằng mọi người đều rất tò mò về buổi hẹn hò của Vương Lâm, và bắt chước một cách sinh động giọng điệu và biểu cảm của Vương Lâm trong buổi hẹn hò, khiến mọi người bật cười .                                                                                        | Trợ lý tình yêu    | Vương Đại Lục                                                    |
| Giới thiệu: Ông bố đơn thân nhẹ nhàng tặng Vương Lâm món quà bí ẩn cho con trai, Tống Đan Đan thẳng thừng cho rằng Vương Lâm và nam khách mời có quan hệ vợ chồng. Sau buổi hẹn hò cuối cùng trong rạp chiếu phim, "ông bố đơn thân" đầy tâm tư đã tặng Vương Lâm 3 món quà ngay khi gặp mặt, không chỉ rượu và hoa tiêu chuẩn cho buổi hẹn hò mà còn là món quà bí ẩn dành cho Vương Lâm. Điều này khiến Vương Lâm ngượng ngùng thốt lên "Thật khách sáo." Nam khách mời cũng bày tỏ lòng biết ơn Vương Lâm đã tặng quà cho con gái lần trước, đồng thời thẳng thắn nói về tình yêu của con gái mình dành cho Vương Lâm. Thấy trời sắp lạnh, Vương Lâm lập tức gửi WeChat để nhờ Tống Đan Đan giúp đỡ, Tống Đan Đan vội vàng lên trang web hẹn hò, không chỉ thường xuyên cười đùa mà còn trở thành trợ thủ cho Vương Lâm và nam khách mời. Tống Đan Đan biến thành bồi bàn giao cà phê và bị phát hiện, biểu cảm trong giao thừa của Vương Lâm trong một buổi hẹn hò là quá buồn cười. Vị khách nam thứ hai là một nhà thiết kế, Tống Đan Đan đã cải trang thành bồi bàn tùy ý trong buổi hẹn hò này, muốn tranh thủ giao cà phê cho nhà thiết kế và Vương Lâm nên trốn vào trong góc để quan sát. Hai chị em tụ tập tại nhà hàng do Huang Dịch mở, tại bàn ăn, Tống Đan Đan biết được rằng mọi người đều rất tò mò về buổi hẹn hò của Vương Lâm, và bắt chước một cách sinh động giọng điệu và biểu cảm của Vương Lâm trong buổi hẹn hò, khiến mọi người bật cười .                                                                                        | Khách mời nữ       | Vương Tử Văn, Vương Lâm, Huỳnh Dịch, Bạch Băng và Thái Trác Nghi |
| Tập 4：Bạch Băng hẹn hò giống như một bộ phim về thú cưng ngọt ngào, hành động của một nam khách mời đã chiếm được cảm tình của mọi người | Thời gian chiếu    | 2021/2/13                                                        |
| Giới thiệu: Nam khách nghiện trà đạo tỏ tình bằng đồng âm, Bạch Băng đến hẹn đói bụng chỉ muốn ăn. Trước khi lên đường, Bạch Băng đã hỏi Vương Lâm làm gì trong cánh đồng lạnh giá, Vương Lâm thoải mái nói với cô rằng: "Hãy rời đi nếu không thú vị"! Mặc dù Bạch Băng khẳng định mình không sợ lạnh và muốn giao thế chủ động cho nam khách mời nhưng trong thâm tâm anh cũng thành thật khi nói vậy, khi sắp đến ngày hẹn, Bai Băng vẫn tỏ ra không hề giấu giếm. hồi hộp. Trên bàn ăn, Đái Hiểu Quân cũng chuẩn bị một loạt bất ngờ cho cô; Thái Trác Nghi cho bảy mươi điểm cho buổi hẹn hò của Bạch Băng, còn vị khách nam thì độc đoán với khăn quàng cổ và áo khoác. Kể từ lần hẹn hò thứ hai của Bạch Băng, Kim Thánh Quyền, là một diễn viên nhạc kịch, và tình cờ có một buổi biểu diễn vào đêm hôm đó, Bạhh Băng đã kéo Thái Trác Nghi đi xem chương trình với cô ấy. Sau khi về phòng trọ, Bạch Băng đã chia sẻ hoàn cảnh hẹn hò của mình với các chị em, thẳng thắn cho biết cô cẩn trọng hơn khi hẹn hò với người thứ nhất, cứ như đang đóng phim, nhưng cô cảm nhận được sự chân thành của mình và cảm thấy rất thoải mái với người khách thứ hai khi nói về những chủ đề phổ biến hơn . | Quản lý tình yêu   | Nghê Bình                                                        |
| Giới thiệu: Nam khách nghiện trà đạo tỏ tình bằng đồng âm, Bạch Băng đến hẹn đói bụng chỉ muốn ăn. Trước khi lên đường, Bạch Băng đã hỏi Vương Lâm làm gì trong cánh đồng lạnh giá, Vương Lâm thoải mái nói với cô rằng: "Hãy rời đi nếu không thú vị"! Mặc dù Bạch Băng khẳng định mình không sợ lạnh và muốn giao thế chủ động cho nam khách mời nhưng trong thâm tâm anh cũng thành thật khi nói vậy, khi sắp đến ngày hẹn, Bai Băng vẫn tỏ ra không hề giấu giếm. hồi hộp. Trên bàn ăn, Đái Hiểu Quân cũng chuẩn bị một loạt bất ngờ cho cô; Thái Trác Nghi cho bảy mươi điểm cho buổi hẹn hò của Bạch Băng, còn vị khách nam thì độc đoán với khăn quàng cổ và áo khoác. Kể từ lần hẹn hò thứ hai của Bạch Băng, Kim Thánh Quyền, là một diễn viên nhạc kịch, và tình cờ có một buổi biểu diễn vào đêm hôm đó, Bạhh Băng đã kéo Thái Trác Nghi đi xem chương trình với cô ấy. Sau khi về phòng trọ, Bạch Băng đã chia sẻ hoàn cảnh hẹn hò của mình với các chị em, thẳng thắn cho biết cô cẩn trọng hơn khi hẹn hò với người thứ nhất, cứ như đang đóng phim, nhưng cô cảm nhận được sự chân thành của mình và cảm thấy rất thoải mái với người khách thứ hai khi nói về những chủ đề phổ biến hơn . | Trợ lý tình yêu    | Vương Đại Lục                                                    |
| Giới thiệu: Nam khách nghiện trà đạo tỏ tình bằng đồng âm, Bạch Băng đến hẹn đói bụng chỉ muốn ăn. Trước khi lên đường, Bạch Băng đã hỏi Vương Lâm làm gì trong cánh đồng lạnh giá, Vương Lâm thoải mái nói với cô rằng: "Hãy rời đi nếu không thú vị"! Mặc dù Bạch Băng khẳng định mình không sợ lạnh và muốn giao thế chủ động cho nam khách mời nhưng trong thâm tâm anh cũng thành thật khi nói vậy, khi sắp đến ngày hẹn, Bai Băng vẫn tỏ ra không hề giấu giếm. hồi hộp. Trên bàn ăn, Đái Hiểu Quân cũng chuẩn bị một loạt bất ngờ cho cô; Thái Trác Nghi cho bảy mươi điểm cho buổi hẹn hò của Bạch Băng, còn vị khách nam thì độc đoán với khăn quàng cổ và áo khoác. Kể từ lần hẹn hò thứ hai của Bạch Băng, Kim Thánh Quyền, là một diễn viên nhạc kịch, và tình cờ có một buổi biểu diễn vào đêm hôm đó, Bạhh Băng đã kéo Thái Trác Nghi đi xem chương trình với cô ấy. Sau khi về phòng trọ, Bạch Băng đã chia sẻ hoàn cảnh hẹn hò của mình với các chị em, thẳng thắn cho biết cô cẩn trọng hơn khi hẹn hò với người thứ nhất, cứ như đang đóng phim, nhưng cô cảm nhận được sự chân thành của mình và cảm thấy rất thoải mái với người khách thứ hai khi nói về những chủ đề phổ biến hơn . | Khách mời nữ       | Vương Tử Văn, Vương Lâm, Huỳnh Dịch, Bạch Băng và Thái Trác Nghi |
| Tập 5：Vương Lâm và Huỳnh Dịch dàn dựng một cảnh Versailles quy mô lớn, Bạch Băng và Thái Trác Nghi kích thích hẹn hò và la hét liên tục | Thời gian chiếu    | 2021/2/20                                                        |
| Giới thiệu: Trong tập này, cuối cùng Vương Lâm, Huỳnh Dịch, Bạch Băng và Thái Trác Nghi đã đưa ra quyết định sau khi hẹn hò với các nam khách mời. Lãng mạn và thực tế đan xen, ngọt ngào và suy nghĩ. Bầu không khí hẹn hò của Vương Lâm và Thái Trác Nghi ngày càng tốt hơn, Trạm tình yêu đã tổ chức một cảnh quay Versailles quy mô lớn; Huỳnh Dịch Bạch Băng đang đứng trước vòng xoáy của sự lựa chọn, vì quan tâm đến tình chị em và tình anh em và hối hận vì đã ngừng hẹn hò . | Quản lý tình yêu   | Nghê Bình                                                        |
| Giới thiệu: Trong tập này, cuối cùng Vương Lâm, Huỳnh Dịch, Bạch Băng và Thái Trác Nghi đã đưa ra quyết định sau khi hẹn hò với các nam khách mời. Lãng mạn và thực tế đan xen, ngọt ngào và suy nghĩ. Bầu không khí hẹn hò của Vương Lâm và Thái Trác Nghi ngày càng tốt hơn, Trạm tình yêu đã tổ chức một cảnh quay Versailles quy mô lớn; Huỳnh Dịch Bạch Băng đang đứng trước vòng xoáy của sự lựa chọn, vì quan tâm đến tình chị em và tình anh em và hối hận vì đã ngừng hẹn hò . | Trợ lý tình yêu    | Vương Đại Lục                                                    |
| Giới thiệu: Trong tập này, cuối cùng Vương Lâm, Huỳnh Dịch, Bạch Băng và Thái Trác Nghi đã đưa ra quyết định sau khi hẹn hò với các nam khách mời. Lãng mạn và thực tế đan xen, ngọt ngào và suy nghĩ. Bầu không khí hẹn hò của Vương Lâm và Thái Trác Nghi ngày càng tốt hơn, Trạm tình yêu đã tổ chức một cảnh quay Versailles quy mô lớn; Huỳnh Dịch Bạch Băng đang đứng trước vòng xoáy của sự lựa chọn, vì quan tâm đến tình chị em và tình anh em và hối hận vì đã ngừng hẹn hò . | Khách mời nữ       | Vương Tử Văn, Vương Lâm, Huỳnh Dịch, Bạch Băng và Thái Trác Nghi |
| Tập 6: Thái Trác Nghi Triệu Việt gặp gỡ trong buổi hẹn hò lạnh lùng đầu tiên | Thời gian chiếu    | 2021/2/27                                                        |
| Giới thiệu: Vương Lâm và Thái Trác Nghi đến thăm công ty của một khách mời nam để tìm hiểu thêm. Vương Tử Văn và Ngô Vĩnh Ân đã có một buổi hẹn hò mặt đối mặt lần đầu tiên. Bạch Băng, người đã từ chối Kim Thánh Quyền,, cũng mở ra một cuộc hẹn hò mới trong số này và bắt đầu một vòng hẹn hò mới của hành trình tâm động . | Quản lý tình yêu   | Nghê Bình                                                        |
| Giới thiệu: Vương Lâm và Thái Trác Nghi đến thăm công ty của một khách mời nam để tìm hiểu thêm. Vương Tử Văn và Ngô Vĩnh Ân đã có một buổi hẹn hò mặt đối mặt lần đầu tiên. Bạch Băng, người đã từ chối Kim Thánh Quyền,, cũng mở ra một cuộc hẹn hò mới trong số này và bắt đầu một vòng hẹn hò mới của hành trình tâm động . | Trợ lý tình yêu    | Vương Đại Lục                                                    |
| Giới thiệu: Vương Lâm và Thái Trác Nghi đến thăm công ty của một khách mời nam để tìm hiểu thêm. Vương Tử Văn và Ngô Vĩnh Ân đã có một buổi hẹn hò mặt đối mặt lần đầu tiên. Bạch Băng, người đã từ chối Kim Thánh Quyền,, cũng mở ra một cuộc hẹn hò mới trong số này và bắt đầu một vòng hẹn hò mới của hành trình tâm động . | Khách mời nữ       | Vương Tử Văn, Vương Lâm, Huỳnh Dịch, Bạch Băng và Thái Trác Nghi |
| Tập 7: Vương Tử Văn đập cánh trái tim thể hiện sự quyến rũ đa diện | Thời gian chiếu    | 2021/3/6                                                         |
| Giới thiệu: Vương Lâm lần đầu tiên mở lòng bày tỏ sự suy sụp và khóc lóc, Bạch Băng và Lý Nguyên Thao ngầm phá bỏ lời nguyền bốn giây; Phương thức hòa hợp của Vương Tử Văn và Ngô Vĩnh Ân giống như một người tình vậy, Trương Viễn giả làm người hẹn hò bí mật của Huỳnh Dịch để hỗ trợ việc hẹn hò . | Quản lý tình yêu   | Nghê Bình                                                        |
| Giới thiệu: Vương Lâm lần đầu tiên mở lòng bày tỏ sự suy sụp và khóc lóc, Bạch Băng và Lý Nguyên Thao ngầm phá bỏ lời nguyền bốn giây; Phương thức hòa hợp của Vương Tử Văn và Ngô Vĩnh Ân giống như một người tình vậy, Trương Viễn giả làm người hẹn hò bí mật của Huỳnh Dịch để hỗ trợ việc hẹn hò . | Trợ lý tình yêu    | Vương Đại Lục                                                    |
| Giới thiệu: Vương Lâm lần đầu tiên mở lòng bày tỏ sự suy sụp và khóc lóc, Bạch Băng và Lý Nguyên Thao ngầm phá bỏ lời nguyền bốn giây; Phương thức hòa hợp của Vương Tử Văn và Ngô Vĩnh Ân giống như một người tình vậy, Trương Viễn giả làm người hẹn hò bí mật của Huỳnh Dịch để hỗ trợ việc hẹn hò . | Khách mời nữ       | Vương Tử Văn, Vương Lâm, Huỳnh Dịch, Bạch Băng và Thái Trác Nghi |
| Tập 8: Mối quan hệ hẹn hò thân mật của Vương Tử Văn và Bạch Băng nóng lên, Thái Trác Nghi ấm lòng và thất vọng gửi trở lại súp | Thời gian chiếu    | 2021/3/13                                                        |
| Giới thiệu: Vương Tử Văn chia sẻ lịch sử mối quan hệ của mình với Ngô Vĩnh Ân, và Bạch Băng giúp Lý Nguyên Thao lau mồ hôi cho anh ấy như trong phim thần tượng. Ngô Vĩnh Ân đã chọn sân trượt băng làm nơi hẹn hò một cách tài tình. Vì Vương Tử Văn, người luôn tỏ ra lạnh lùng, không thể trượt băng nên cô đã nắm chặt tay Ngô Vĩnh Ân suốt chặng đường. Trong bữa ăn, Vương Tử Văn đã chủ động nhắc đến chuyện tiền sử mối quan hệ, tuyên bố rằng mình đã có con và đối mặt với lời thú nhận của Vương Tử Văn, Ngô Vĩnh Thành không chỉ chủ động đứng dậy và ôm, mà còn nói rằng vấn đề này sẽ không ảnh hưởng đến mối quan hệ; Buổi hẹn hò của Bạch Băng và Lý Nguyên Thao được diễn ra trong một phòng tập thể dục "Hạng nặng" và Lý Nguyên Thao, người có kinh nghiệm về thể dục, đã chủ động đảm nhận vai trò giáo dục cá nhân. Giáo viên Bạch Băng đã thực hiện động tác ngồi xổm tại chỗ; "Món ăn Quảng Đông" mở ra bài kiểm tra tình yêu, Trương Manh là một khách mời tại trạm tình yêu đến giúp đỡ. Mối quan hệ giữa Thái Trác Nghi và Triệu Việt cũng đã được thử thách, hai người đã hẹn nhau đi ăn bánh nhưng Triệu Việt tạm thời gọi điện để hủy bỏ. | Quản lý tình yêu   | Nghê Bình                                                        |
| Giới thiệu: Vương Tử Văn chia sẻ lịch sử mối quan hệ của mình với Ngô Vĩnh Ân, và Bạch Băng giúp Lý Nguyên Thao lau mồ hôi cho anh ấy như trong phim thần tượng. Ngô Vĩnh Ân đã chọn sân trượt băng làm nơi hẹn hò một cách tài tình. Vì Vương Tử Văn, người luôn tỏ ra lạnh lùng, không thể trượt băng nên cô đã nắm chặt tay Ngô Vĩnh Ân suốt chặng đường. Trong bữa ăn, Vương Tử Văn đã chủ động nhắc đến chuyện tiền sử mối quan hệ, tuyên bố rằng mình đã có con và đối mặt với lời thú nhận của Vương Tử Văn, Ngô Vĩnh Thành không chỉ chủ động đứng dậy và ôm, mà còn nói rằng vấn đề này sẽ không ảnh hưởng đến mối quan hệ; Buổi hẹn hò của Bạch Băng và Lý Nguyên Thao được diễn ra trong một phòng tập thể dục "Hạng nặng" và Lý Nguyên Thao, người có kinh nghiệm về thể dục, đã chủ động đảm nhận vai trò giáo dục cá nhân. Giáo viên Bạch Băng đã thực hiện động tác ngồi xổm tại chỗ; "Món ăn Quảng Đông" mở ra bài kiểm tra tình yêu, Trương Manh là một khách mời tại trạm tình yêu đến giúp đỡ. Mối quan hệ giữa Thái Trác Nghi và Triệu Việt cũng đã được thử thách, hai người đã hẹn nhau đi ăn bánh nhưng Triệu Việt tạm thời gọi điện để hủy bỏ. | Trợ lý tình yêu    | Vương Đại Lục                                                    |
| Giới thiệu: Vương Tử Văn chia sẻ lịch sử mối quan hệ của mình với Ngô Vĩnh Ân, và Bạch Băng giúp Lý Nguyên Thao lau mồ hôi cho anh ấy như trong phim thần tượng. Ngô Vĩnh Ân đã chọn sân trượt băng làm nơi hẹn hò một cách tài tình. Vì Vương Tử Văn, người luôn tỏ ra lạnh lùng, không thể trượt băng nên cô đã nắm chặt tay Ngô Vĩnh Ân suốt chặng đường. Trong bữa ăn, Vương Tử Văn đã chủ động nhắc đến chuyện tiền sử mối quan hệ, tuyên bố rằng mình đã có con và đối mặt với lời thú nhận của Vương Tử Văn, Ngô Vĩnh Thành không chỉ chủ động đứng dậy và ôm, mà còn nói rằng vấn đề này sẽ không ảnh hưởng đến mối quan hệ; Buổi hẹn hò của Bạch Băng và Lý Nguyên Thao được diễn ra trong một phòng tập thể dục "Hạng nặng" và Lý Nguyên Thao, người có kinh nghiệm về thể dục, đã chủ động đảm nhận vai trò giáo dục cá nhân. Giáo viên Bạch Băng đã thực hiện động tác ngồi xổm tại chỗ; "Món ăn Quảng Đông" mở ra bài kiểm tra tình yêu, Trương Manh là một khách mời tại trạm tình yêu đến giúp đỡ. Mối quan hệ giữa Thái Trác Nghi và Triệu Việt cũng đã được thử thách, hai người đã hẹn nhau đi ăn bánh nhưng Triệu Việt tạm thời gọi điện để hủy bỏ. | Khách mời nữ       | Vương Tử Văn, Vương Lâm, Huỳnh Dịch, Bạch Băng và Thái Trác Nghi |
| Giới thiệu: Vương Tử Văn chia sẻ lịch sử mối quan hệ của mình với Ngô Vĩnh Ân, và Bạch Băng giúp Lý Nguyên Thao lau mồ hôi cho anh ấy như trong phim thần tượng. Ngô Vĩnh Ân đã chọn sân trượt băng làm nơi hẹn hò một cách tài tình. Vì Vương Tử Văn, người luôn tỏ ra lạnh lùng, không thể trượt băng nên cô đã nắm chặt tay Ngô Vĩnh Ân suốt chặng đường. Trong bữa ăn, Vương Tử Văn đã chủ động nhắc đến chuyện tiền sử mối quan hệ, tuyên bố rằng mình đã có con và đối mặt với lời thú nhận của Vương Tử Văn, Ngô Vĩnh Thành không chỉ chủ động đứng dậy và ôm, mà còn nói rằng vấn đề này sẽ không ảnh hưởng đến mối quan hệ; Buổi hẹn hò của Bạch Băng và Lý Nguyên Thao được diễn ra trong một phòng tập thể dục "Hạng nặng" và Lý Nguyên Thao, người có kinh nghiệm về thể dục, đã chủ động đảm nhận vai trò giáo dục cá nhân. Giáo viên Bạch Băng đã thực hiện động tác ngồi xổm tại chỗ; "Món ăn Quảng Đông" mở ra bài kiểm tra tình yêu, Trương Manh là một khách mời tại trạm tình yêu đến giúp đỡ. Mối quan hệ giữa Thái Trác Nghi và Triệu Việt cũng đã được thử thách, hai người đã hẹn nhau đi ăn bánh nhưng Triệu Việt tạm thời gọi điện để hủy bỏ. | Khách mời tạm thời | Trương Manh                                                      |
| Tập 9: Vương Tử Văn Ngô Vĩnh Ân thì thầm thành thật "Anh rể" trổ tài nấu nướng tại Trạm tình yêu | Thời gian chiếu    | 2021/3/20                                                        |
| Giới thiệu: Vương Lâm và Huỳnh Dịch đã tiến một bước xa hơn trong cuộc hẹn hò ngọt ngào của họ, và cặp đôi "Ẩm thực Quảng Đông" đã nhận được "chứng nhận chính thức" về sự phục hồi tình cảm. Vương Lâm đã thay đổi so với thời gian nhàn rỗi trước đây và thử đi tàu lượn siêu tốc thú vị trong buổi hẹn hò. Khi vẻ mặt của Vương Lâm nghiêm túc vì sợ hãi, nam khách mời đã nắm chặt tay cô để an ủi thì Huỳnh Dịch cũng chọn Thôi Vĩ cho buổi hẹn hò thứ hai. Huỳnh Dịch đến thăm nhà Thôi Vĩ và gặp gỡ bạn bè của anh ta. Tại nhà Thôi Vĩ, Huỳnh Dịch đã trổ tài nấu nướng và chế biến các món ăn được mọi người đón nhận nồng nhiệt; sau khi biết Thái Trách Nghi đã đến thăm mình nhưng lại bặt vô âm tín, Triệu Viêt dường như đã bất ngờ "mở lời" và kiểm tra nhiều cách theo đuổi các cô gái trên Internet và gửi lần lượt. Năm con búp bê được trao cho Thái Trác Nghi khiến cô cảm thấy hụt hẫng một lúc; bữa tiệc tại Trạm tình yêu của Vương Tử Văn Ngô Vĩnh Ân diễn ra vui vẻ và đầm ấm, còn Bạch Băng thì vỡ òa lo lắng của mình và dựa vào Lý Nguyên Thao. | Quản lý tình yêu   | Nghê Bình                                                        |
| Giới thiệu: Vương Lâm và Huỳnh Dịch đã tiến một bước xa hơn trong cuộc hẹn hò ngọt ngào của họ, và cặp đôi "Ẩm thực Quảng Đông" đã nhận được "chứng nhận chính thức" về sự phục hồi tình cảm. Vương Lâm đã thay đổi so với thời gian nhàn rỗi trước đây và thử đi tàu lượn siêu tốc thú vị trong buổi hẹn hò. Khi vẻ mặt của Vương Lâm nghiêm túc vì sợ hãi, nam khách mời đã nắm chặt tay cô để an ủi thì Huỳnh Dịch cũng chọn Thôi Vĩ cho buổi hẹn hò thứ hai. Huỳnh Dịch đến thăm nhà Thôi Vĩ và gặp gỡ bạn bè của anh ta. Tại nhà Thôi Vĩ, Huỳnh Dịch đã trổ tài nấu nướng và chế biến các món ăn được mọi người đón nhận nồng nhiệt; sau khi biết Thái Trách Nghi đã đến thăm mình nhưng lại bặt vô âm tín, Triệu Viêt dường như đã bất ngờ "mở lời" và kiểm tra nhiều cách theo đuổi các cô gái trên Internet và gửi lần lượt. Năm con búp bê được trao cho Thái Trác Nghi khiến cô cảm thấy hụt hẫng một lúc; bữa tiệc tại Trạm tình yêu của Vương Tử Văn Ngô Vĩnh Ân diễn ra vui vẻ và đầm ấm, còn Bạch Băng thì vỡ òa lo lắng của mình và dựa vào Lý Nguyên Thao. | Trợ lý tình yêu    | Vương Đại Lục                                                    |
| Giới thiệu: Vương Lâm và Huỳnh Dịch đã tiến một bước xa hơn trong cuộc hẹn hò ngọt ngào của họ, và cặp đôi "Ẩm thực Quảng Đông" đã nhận được "chứng nhận chính thức" về sự phục hồi tình cảm. Vương Lâm đã thay đổi so với thời gian nhàn rỗi trước đây và thử đi tàu lượn siêu tốc thú vị trong buổi hẹn hò. Khi vẻ mặt của Vương Lâm nghiêm túc vì sợ hãi, nam khách mời đã nắm chặt tay cô để an ủi thì Huỳnh Dịch cũng chọn Thôi Vĩ cho buổi hẹn hò thứ hai. Huỳnh Dịch đến thăm nhà Thôi Vĩ và gặp gỡ bạn bè của anh ta. Tại nhà Thôi Vĩ, Huỳnh Dịch đã trổ tài nấu nướng và chế biến các món ăn được mọi người đón nhận nồng nhiệt; sau khi biết Thái Trách Nghi đã đến thăm mình nhưng lại bặt vô âm tín, Triệu Viêt dường như đã bất ngờ "mở lời" và kiểm tra nhiều cách theo đuổi các cô gái trên Internet và gửi lần lượt. Năm con búp bê được trao cho Thái Trác Nghi khiến cô cảm thấy hụt hẫng một lúc; bữa tiệc tại Trạm tình yêu của Vương Tử Văn Ngô Vĩnh Ân diễn ra vui vẻ và đầm ấm, còn Bạch Băng thì vỡ òa lo lắng của mình và dựa vào Lý Nguyên Thao. | Khách mời nữ       | Vương Tử Văn, Vương Lâm, Huỳnh Dịch, Bạch Băng và Thái Trác Nghi |
| Tập 10：Vương Tử Văn Ngô Vĩnh Ân ăn tối cùng gia đình Vương Lâm và Thái Trác Nghi lo lắng không thể buông bỏ tình yêu | Thời gian chiếu    | 2021/3/27                                                        |
| Giới thiệu: Vương Tử Văn Ngô Vĩnh Ân đang hẹn hò trong phòng bắn cung. Hai người đặt cược vào trận đấu ngay tại chỗ. Mặc dù cả hai đều là "lính bắn cung", nhưng kỹ năng bắn cung của Ngô Vĩnh Ân rõ ràng là tốt hơn Vương Tử Văn rất nhiều. Khả năng hiểu biết siêu phàm. Khi nói rằng mình sẽ thua, Ngô Vĩnh Ân ngay lập tức xả nước và bắn nhiều mũi tên điểm thấp để dỗ dành cô ấy; vì lý do công việc, Lý Nguyên Thao đã gọi điện để cuộc hẹn. Bạch Băng, nghe được tin tức, vẻ mặt hơi ủ rũ trong lòng. Không ngờ, ngay khi vừa trả lời điện thoại, Lý Nguyên Thao đã lập tức xuất hiện ở cổng Trạm tình yêu, Bạch Băng đã vô cùng ngạc nhiên, cô trở thành đầu bếp và nấu một tô mì ấm lòng cho Lý Nguyên Thao; Vương Lâm là một một vị khách ở nhà Phương Lỗi khi thấy Phương Lỗi đang ở trong bếp. Khi anh ấy đang bận rộn, cô ấy đã vui mừng đến mức rơi nước mắt, nhưng khi đang ăn, Vương Lâm yêu cầu ngừng giao lưu; Trạm tình yêu mở ra một chuyến đi chơi nhóm, đáng lẽ ra đây sẽ là một khoảng thời gian giải trí thoải mái, nhưng khi chơi game, Triệu Việt và Thái Trác Nghi đã bất đồng về việc liệu họ có thể làm bạn sau khi chia tay hay không. Hai người cũng đã trò chuyện qua đêm về vấn đề này và nút thắt đã được tháo gỡ. | Quản lý tình yêu   | Nghê Bình                                                        |
| Giới thiệu: Vương Tử Văn Ngô Vĩnh Ân đang hẹn hò trong phòng bắn cung. Hai người đặt cược vào trận đấu ngay tại chỗ. Mặc dù cả hai đều là "lính bắn cung", nhưng kỹ năng bắn cung của Ngô Vĩnh Ân rõ ràng là tốt hơn Vương Tử Văn rất nhiều. Khả năng hiểu biết siêu phàm. Khi nói rằng mình sẽ thua, Ngô Vĩnh Ân ngay lập tức xả nước và bắn nhiều mũi tên điểm thấp để dỗ dành cô ấy; vì lý do công việc, Lý Nguyên Thao đã gọi điện để cuộc hẹn. Bạch Băng, nghe được tin tức, vẻ mặt hơi ủ rũ trong lòng. Không ngờ, ngay khi vừa trả lời điện thoại, Lý Nguyên Thao đã lập tức xuất hiện ở cổng Trạm tình yêu, Bạch Băng đã vô cùng ngạc nhiên, cô trở thành đầu bếp và nấu một tô mì ấm lòng cho Lý Nguyên Thao; Vương Lâm là một một vị khách ở nhà Phương Lỗi khi thấy Phương Lỗi đang ở trong bếp. Khi anh ấy đang bận rộn, cô ấy đã vui mừng đến mức rơi nước mắt, nhưng khi đang ăn, Vương Lâm yêu cầu ngừng giao lưu; Trạm tình yêu mở ra một chuyến đi chơi nhóm, đáng lẽ ra đây sẽ là một khoảng thời gian giải trí thoải mái, nhưng khi chơi game, Triệu Việt và Thái Trác Nghi đã bất đồng về việc liệu họ có thể làm bạn sau khi chia tay hay không. Hai người cũng đã trò chuyện qua đêm về vấn đề này và nút thắt đã được tháo gỡ. | Trợ lý tình yêu    | Vương Đại Lục                                                    |
| Giới thiệu: Vương Tử Văn Ngô Vĩnh Ân đang hẹn hò trong phòng bắn cung. Hai người đặt cược vào trận đấu ngay tại chỗ. Mặc dù cả hai đều là "lính bắn cung", nhưng kỹ năng bắn cung của Ngô Vĩnh Ân rõ ràng là tốt hơn Vương Tử Văn rất nhiều. Khả năng hiểu biết siêu phàm. Khi nói rằng mình sẽ thua, Ngô Vĩnh Ân ngay lập tức xả nước và bắn nhiều mũi tên điểm thấp để dỗ dành cô ấy; vì lý do công việc, Lý Nguyên Thao đã gọi điện để cuộc hẹn. Bạch Băng, nghe được tin tức, vẻ mặt hơi ủ rũ trong lòng. Không ngờ, ngay khi vừa trả lời điện thoại, Lý Nguyên Thao đã lập tức xuất hiện ở cổng Trạm tình yêu, Bạch Băng đã vô cùng ngạc nhiên, cô trở thành đầu bếp và nấu một tô mì ấm lòng cho Lý Nguyên Thao; Vương Lâm là một một vị khách ở nhà Phương Lỗi khi thấy Phương Lỗi đang ở trong bếp. Khi anh ấy đang bận rộn, cô ấy đã vui mừng đến mức rơi nước mắt, nhưng khi đang ăn, Vương Lâm yêu cầu ngừng giao lưu; Trạm tình yêu mở ra một chuyến đi chơi nhóm, đáng lẽ ra đây sẽ là một khoảng thời gian giải trí thoải mái, nhưng khi chơi game, Triệu Việt và Thái Trác Nghi đã bất đồng về việc liệu họ có thể làm bạn sau khi chia tay hay không. Hai người cũng đã trò chuyện qua đêm về vấn đề này và nút thắt đã được tháo gỡ. | Khách mời nữ       | Vương Tử Văn, Vương Lâm, Huỳnh Dịch, Bạch Băng và Thái Trác Nghi |
| Tập 11: Bản tình ca tỏ tình của Vương Tử Văn - Ngô Vĩnh Ân hôn ngọt ngào; Thái Trác Nghi - Triệu Việt tìm lại trái tim lãng mạn đầu tiên của mình | Thời gian chiếu    | 2021/4/3                                                         |
| Giới thiệu: Ngô Vĩnh Ân chơi piano và hát lời tỏ tình của Vương Tử Văn, hai người đã ôm hôn ngọt ngào như một bộ phim thần tượng; hai người cá cược bắn cung, dưới sự xả nước của Ngô Vĩnh Ân, Vương Tử Văn đã thắng trò chơi, với tư cách là người thua cuộc, Ngô Vĩnh Ân cần làm gì đó cho người bên kia, Vương Tử Văn đã chọn yêu cầu anh ấy chơi piano cho mình. Ngô Vĩnh Ân đặt ra "Triệt tiêu hồi ức" để gửi một album ảnh, Vương Tử Văn nhìn lại cảnh hẹn hò với một nụ cười. | Quản lý tình yêu   | Nghê Bình                                                        |
| Giới thiệu: Ngô Vĩnh Ân chơi piano và hát lời tỏ tình của Vương Tử Văn, hai người đã ôm hôn ngọt ngào như một bộ phim thần tượng; hai người cá cược bắn cung, dưới sự xả nước của Ngô Vĩnh Ân, Vương Tử Văn đã thắng trò chơi, với tư cách là người thua cuộc, Ngô Vĩnh Ân cần làm gì đó cho người bên kia, Vương Tử Văn đã chọn yêu cầu anh ấy chơi piano cho mình. Ngô Vĩnh Ân đặt ra "Triệt tiêu hồi ức" để gửi một album ảnh, Vương Tử Văn nhìn lại cảnh hẹn hò với một nụ cười. | Trợ lý tình yêu    | Vương Đại Lục                                                    |
| Giới thiệu: Ngô Vĩnh Ân chơi piano và hát lời tỏ tình của Vương Tử Văn, hai người đã ôm hôn ngọt ngào như một bộ phim thần tượng; hai người cá cược bắn cung, dưới sự xả nước của Ngô Vĩnh Ân, Vương Tử Văn đã thắng trò chơi, với tư cách là người thua cuộc, Ngô Vĩnh Ân cần làm gì đó cho người bên kia, Vương Tử Văn đã chọn yêu cầu anh ấy chơi piano cho mình. Ngô Vĩnh Ân đặt ra "Triệt tiêu hồi ức" để gửi một album ảnh, Vương Tử Văn nhìn lại cảnh hẹn hò với một nụ cười. | Khách mời nữ       | Vương Tử Văn, Vương Lâm, Huỳnh Dịch, Bạch Băng và Thái Trác Nghi |
| Tập 12: Mối quan hệ của Huỳnh Dịch và Thôi Vĩ ngày càng tốt hơn | Thời gian chiếu    | 2021/4/10                                                        |
| Giới thiệu: Hành trình tình yêu sắp kết thúc, chị em đã đến lúc phải lựa chọn. Vào đêm trước khi nam khách mời tỏ tình, Nghê Bình đã gọi điện cho các chị em lại và yêu cầu mọi người gỡ xuống chiếc lọ điều ước đã được treo trong ngày đầu tiên, chỉ ra rằng ngày mai vị khách mời nam sẽ đến bến để tỏ tình, nếu có thiện chí thì nắm tay vị khách mời nam, nếu không muốn nắm tay khách mời nam không đưa chai ước thì có nghĩa là nắm tay không thành. Để chào đón cuộc gặp gỡ cuối cùng, trong đêm chung kết của chương trình, Thôi Vĩ đã chuẩn bị một bất ngờ lãng mạn trong phòng tắm nắng và một lời tỏ tình đầy tình cảm. thời gian để đưa ra quyết định Điều gì sẽ xảy ra với sự phát triển tình cảm của Huỳnh Dịch và Thôi Vĩ? | Quản lý tình yêu   | Nghê Bình                                                        |
| Giới thiệu: Hành trình tình yêu sắp kết thúc, chị em đã đến lúc phải lựa chọn. Vào đêm trước khi nam khách mời tỏ tình, Nghê Bình đã gọi điện cho các chị em lại và yêu cầu mọi người gỡ xuống chiếc lọ điều ước đã được treo trong ngày đầu tiên, chỉ ra rằng ngày mai vị khách mời nam sẽ đến bến để tỏ tình, nếu có thiện chí thì nắm tay vị khách mời nam, nếu không muốn nắm tay khách mời nam không đưa chai ước thì có nghĩa là nắm tay không thành. Để chào đón cuộc gặp gỡ cuối cùng, trong đêm chung kết của chương trình, Thôi Vĩ đã chuẩn bị một bất ngờ lãng mạn trong phòng tắm nắng và một lời tỏ tình đầy tình cảm. thời gian để đưa ra quyết định Điều gì sẽ xảy ra với sự phát triển tình cảm của Huỳnh Dịch và Thôi Vĩ? | Trợ lý tình yêu    | Vương Đại Lục                                                    |
| Giới thiệu: Hành trình tình yêu sắp kết thúc, chị em đã đến lúc phải lựa chọn. Vào đêm trước khi nam khách mời tỏ tình, Nghê Bình đã gọi điện cho các chị em lại và yêu cầu mọi người gỡ xuống chiếc lọ điều ước đã được treo trong ngày đầu tiên, chỉ ra rằng ngày mai vị khách mời nam sẽ đến bến để tỏ tình, nếu có thiện chí thì nắm tay vị khách mời nam, nếu không muốn nắm tay khách mời nam không đưa chai ước thì có nghĩa là nắm tay không thành. Để chào đón cuộc gặp gỡ cuối cùng, trong đêm chung kết của chương trình, Thôi Vĩ đã chuẩn bị một bất ngờ lãng mạn trong phòng tắm nắng và một lời tỏ tình đầy tình cảm. thời gian để đưa ra quyết định Điều gì sẽ xảy ra với sự phát triển tình cảm của Huỳnh Dịch và Thôi Vĩ? | Khách mời nữ       | Vương Tử Văn, Vương Lâm, Huỳnh Dịch, Bạch Băng và Thái Trác Nghi |

## Khách mời

### Quản lý tình yêu
| Giới thiệu khách mời                                          |
| ------------------------------------------------------------- |
| Nghê Binh Nữ MC, Diễn viên, Tác giả đến từ Trung Quốc đại lục |

### Trợ lý tình yêu
| Giới thiệu khách mời                            |
| ----------------------------------------------- |
| Vương Đại Lục Nam diễn viên Đài Loan-Trung Quốc |

### Nữ khách mời tìm kiếm tình yêu
| Giới thiệu khách mời                                               |
| ------------------------------------------------------------------ |
| Vương Tử Văn Nữ diễn viên Trung Quốc đại lục                       |
| Vương Lâm Nữ diễn viên Trung Quốc đại lục                          |
| Huỳnh Dịch Nữ diễn viên, Đạo diễn, Chế tác nhân Trung Quốc đại lục |
| Bạch Băng Nữ diễn viên Trung Quốc đại lục                          |
| Thái Trác Nghi Nữ ca sĩ, diễn viên Malaysia                        |

## Thông tin

### Tuyên truyền
15 tháng 1 năm 2021, chương trình chính thức thông báo rằng 5 nữ nghệ sĩ trưởng thành Vương Tử Văn, Vương Lâm, Huỳnh Dịch, Bạch Băng và Thái Trác Nghi sẽ tham gia ; 21 tháng 1, chương trình đã chính thức tổ chức hội nghị trực tuyến xem Bình tĩnh mà yêu trong buổi họp báo nữ tinh vân. Khách mời của chương trình là  Huỳnh Dịch, giám đốc kinh doanh của đài truyền hình vệ tinh Hồ Nam và nhà sản xuất của Bình tĩnh mà yêu Hạ Thanh và nhà chế tác của Bình tĩnh mà yêu Từ Tình, Ngô Hạo Vũ, tổng đạo diễn của Bình tĩnh mà yêu, tác giả tình cảm Lục Kì, và chuyên gia tình cảm đặc biệt Tiểu Bắc đã tham gia vào chương trình, và những phụ nữ thuộc các ngành nghề và độ tuổi khác nhau cũng tham gia với tư cách là đại diện của khán giả .